# Френк Шлезінгер
Френк Шлезінгер (англ. Frank Schlesinger; 11 травня 1871 — 10 липня 1943) — американський астроном, член Національної АН США.

## Біографія
Родився в Нью-Йорку. У 1890 році закінчив Сіті-Коледж в Нью-Йорку, продовжував освіту в Колумбійському університеті. У 1899—1903 роках — завідував вперше створеною міжнародною широтною станцією в Юкая (штат Каліфорнія). У 1903—1905 роках працював в Єркській обсерваторії, у 1905—1920 роках — директор обсерваторії Аллегені, в 1920—1941 роках — директор Єльської обсерваторії.
Наукові роботи пов'язані з питаннями точних вимірювань зоряних паралаксів і практичної астрономії. У 1899 році запропонував фотографічний метод для визначення зоряних паралаксів, який застосував, працюючи в Єркській обсерваторії. У 1924 році опублікував «Загальний каталог паралаксів», що містить 1870 об'єктів. Друге видання (1935) містило 7534 зірки. Випадкові помилки паралаксів у цьому каталозі не перевищували 0,01". У зв'язку з роботами з нового спостереження зірок для каталогу, котрий укладався за планом AG, показав, що для отримання точних положень зірок крім меридіанних інструментів можна використовувати астрографи. За його ідеєю були спроектовані та виготовлені перші ширококутні астрографи. У 1914 році почав перші досліди фотографування ділянок зоряного неба на цих інструментах в обсерваторіях Аллегені та Єльського університету. Їхні результати дали можливість організувати в ряді обсерваторій Північної і Південної півкуль тривалі спостереження щодо створення «Єльських зонних каталогів» положень і власних рухів зірок. До 1970 року було видано 30 томів цих каталогів. Розробив (1926) метод визначення положення об'єкта на фотопластинці за допомогою особливих вагових коефіцієнтів («залежностей»), що пов'язують координати визначеного об'єкта з координатами опорних зірок. Метод названий ім'ям Шлезінгера. Спроектував і побудував зеніт-телескоп з автоматичним перекладанням інструменту. Керував роботами з будівництва 26-дюймового рефрактора для Йоганнесбурзької обсерваторії. Інструмент був встановлений у 1925 році. У 1940 році опублікував «Каталог яскравих зірок», який містив найважливіші відомості про зірки з блиском не нижче 6,5 зоряної величини. Досліджуючи спектри двох затемнюваних подвійних зірок (δ Терезів і λ Тельця), в 1909 році дійшов висновку про обертання їхніх компонентів.
Член-кореспондент Паризької АН, Шведської королівської АН, Бюро довгот в Парижі, віце-президент (1925—1932) і президент (1932—1935) Міжнародного астрономічного союзу.
Медаль Б. Вальзее Паризької АН (1926), Золота медаль Лондонського королівського астрономічного товариства (1927), медаль Кетрін Брюс Тихоокеанського астрономічного товариства (1929).